# Pożywka LB

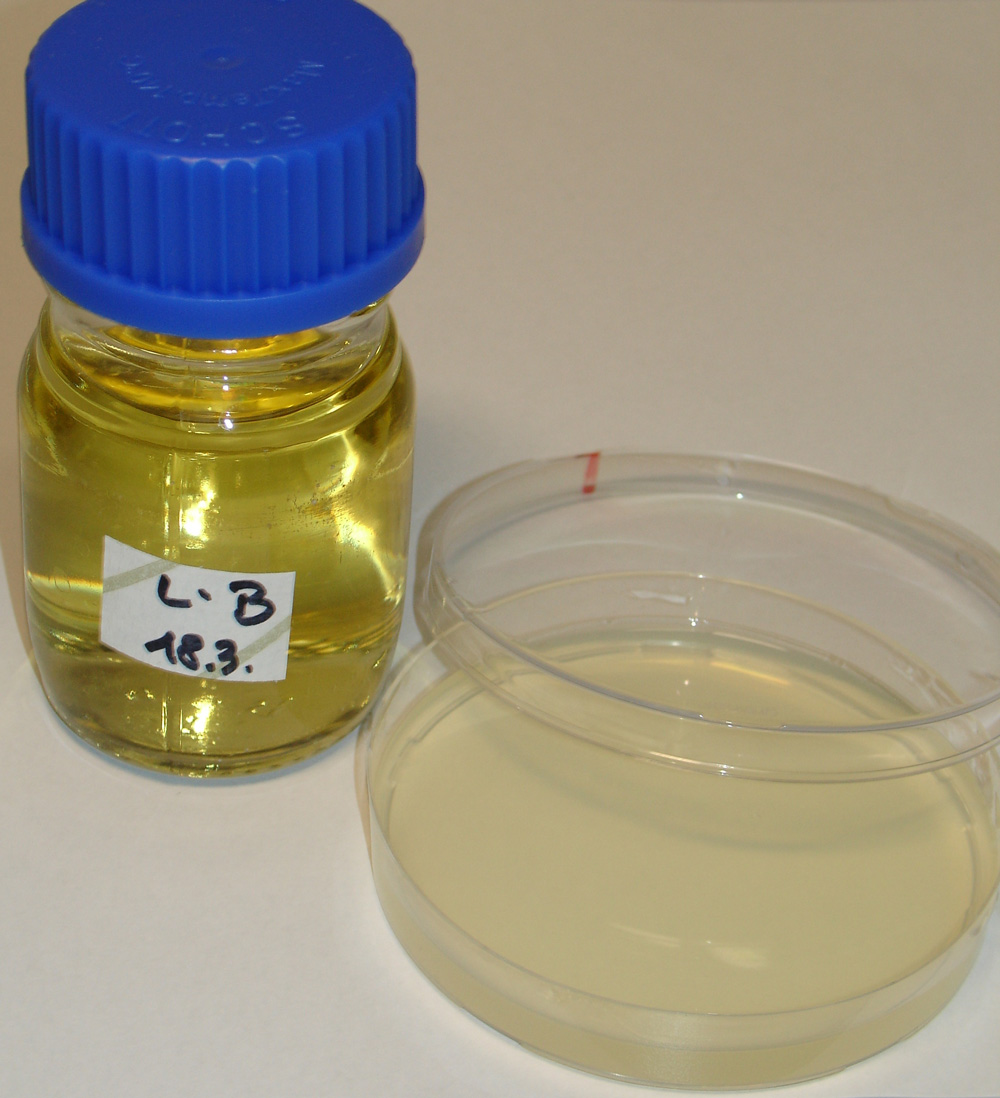
Butelka pożywki i szalka Petriego ze stałym podłożem LB

Pożywka LB, podłoże LB (z ang. lysogeny broth, dosł. bulion lizogenny), znana pod niepoprawnymi nazwami Luria-Bertani medium (pożywka Lurii-Bertaniego, od nazwisk Salvadora Lurii i Giuseppego Bertaniego), Luria broth (bulion Lurii) i Lennox broth (bulion Lennoxa) – kompletna, bogata pożywka do mikrobiologicznej hodowli bakterii.
Pożywka ta znana jest od lat 50. XX wieku i od tamtego czasu powszechnie używana do laboratoryjnej i przemysłowej hodowli bakterii.
Obecnie można wyróżnić kilka różnych odmian tej pożywki, chociaż różnią się one tylko szczegółami i wszystkie zawierają takie same główne składniki. Klasyczna pożywka LB zawiera rozpuszczone w wodzie redestylowanej: ekstrakt (lizat) z drożdży, trypton i NaCl. Może być także stosowana jako podłoże stałe po dodaniu czynnika żelującego (zwykle agaru). Pożywka taka zawiera wszystkie niezbędne do wzrostu aminokwasy, czyli źródło azotu (z tryptonu i lizatu), jak również witaminy i mikroelementy (z lizatu drożdżowego). Sól zapewnia odpowiednią osmotyczność środowiska i jony sodu niezbędne do transportu błonowego. W swojej standardowej postaci nie może być stosowana jako podłoże selekcyjne, ale po dodaniu czynnika selekcjonującego, na przykład antybiotyku (w tym ampicyliny), nadaje się do selekcji na podstawie oporności.
Pożywkę sterylizuje się przez autoklawowanie w 121 °C. Gotowa pożywka ma słomkowożółtą barwę i jest przezroczysta.

## Skład standardowy
Skład pożywki płynnej (stężenie procentowe masowo-objętościowe):
- 0,5% ekstraktu drożdżowego,
- 1% tryptonu,
- 1% NaCl,
- woda redestylowana.

Pożywka stała zawiera dodatkowo 0,7% lub 1,5% agaru lub agarozy.
Poszczególne odmiany LB różnią się zawartością chlorku sodu, dobraną według warunków osmotycznych optymalnych dla danych bakterii:
- LB-Miller – 1% NaCl[4],
- LB-Lennox – 0,5% NaCl[5].

By osiągnąć odpowiednie pH, około 7, do pożywki dodaje się wodorotlenek sodu. Taka pożywka nie jest jednak buforowana i pH będzie się zmieniać podczas wzrostu bakterii i wydzielania przez nie do środowiska produktów przemiany materii.

## Synonimy nazwy
Pożywka LB jest znana pod niewłaściwymi nazwami, które są stosowane nawet w publikacjach naukowych:
- pożywka Luria-Bertani, bulion Luria-Bertani,
- pożywka Lurii, bulion Lurii,
- pożywka Lennoxa, bulion Lennoxa.

W rzeczywistości pierwsza receptura pożywki została opracowana i opublikowana w 1951 przez Giuseppego Bertaniego, w celu optymalizacji wzrostu bakterii z rodzaju Shigella, a akronim LB był utworzony od słów lysogeny broth (bulion lizogenny).